# لیونزهال
لیونزهال (به انگلیسی: Lyonshall) یک روستا، شهرک و محله مدنی در بریتانیا است که در هرفوردشر واقع شده‌است. لیونزهال ۷۵۷ نفر جمعیت دارد.